# Lenophyllum weinbergii
Lenophyllum weinbergii là một loài thực vật có hoa trong họ Crassulaceae. Loài này được Britton miêu tả khoa học đầu tiên năm 1904.